# Набиксимолс
Набиксимолс (торговая марка «Сативекс» (Sativex)) — пероральный спрей, разработанный английской компанией GW Pharmaceuticals для облегчения боли и спазмов, связанных с рассеянным склерозом. Отличается от других каннабиоидосодержащих препаратов тем, что содержащиеся в нём ТГК и КБД не синтетические изомеры (как Маринол или Набилон), а натурального происхождения. Доктор Вильям Ноткут, один из главных исследователей, разработавших препарат, заявил, что изучение рассеянного склероза как болезни «было тесно связано с политикой».
В клинических испытаниях препарат показал себя довольно толерантным.

## Правовой статус
Запрещен на территории РФ как производное на основе тетрагидроканнабинола.